# Ландсберг-ам-Лех
Ла́ндсберг-ам-Лех (нем. Landsberg am Lech) — город в Германии, на реке Лех, районный центр, расположен в земле Бавария.
Подчинён административному округу Верхняя Бавария. Входит в состав района Ландсберг-ам-Лех. Население составляет 28 408 человек (на 31 декабря 2011 года). Занимает площадь 57,89 км². Официальный код — 09 1 81 130. Подразделяется на 6 городских районов.
В городе расположена Ландсбергская тюрьма, известная тем, что в ней отбывал наказание Адольф Гитлер и были казнены нацистские преступники, приговорённые к смертной казни на Последующих Нюрнбергских процессах.

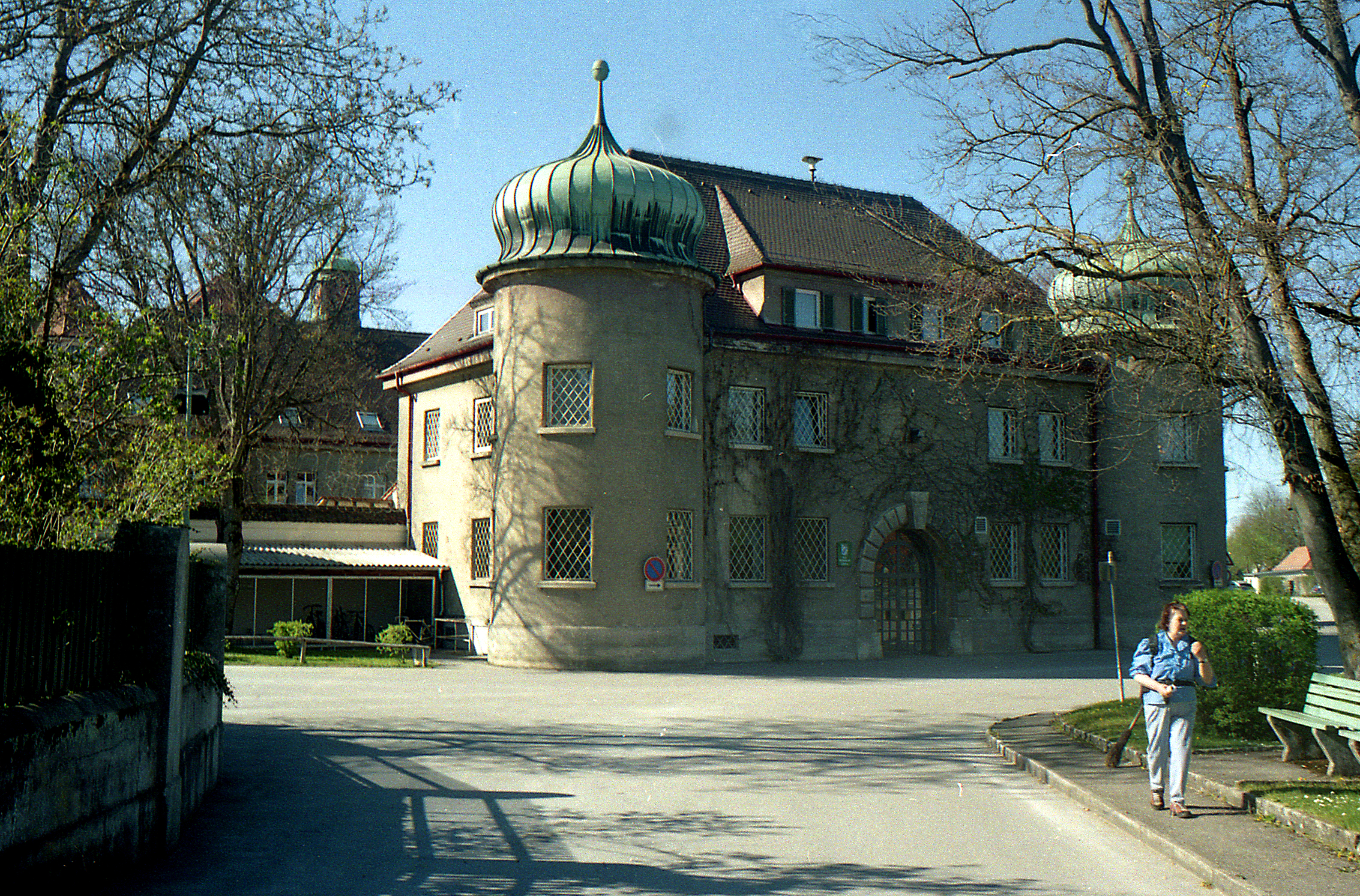
тюрьма
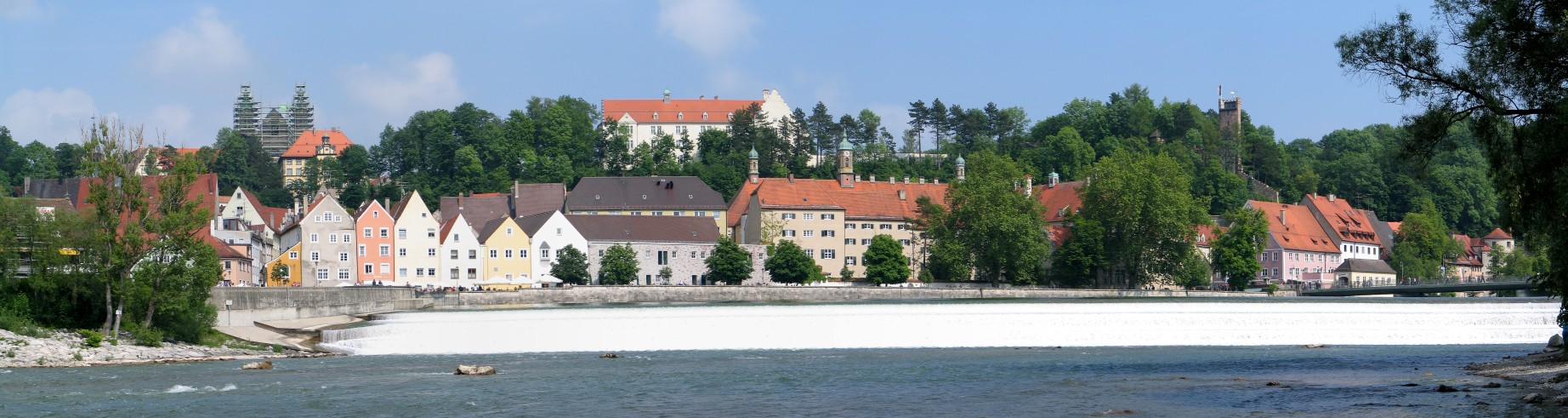
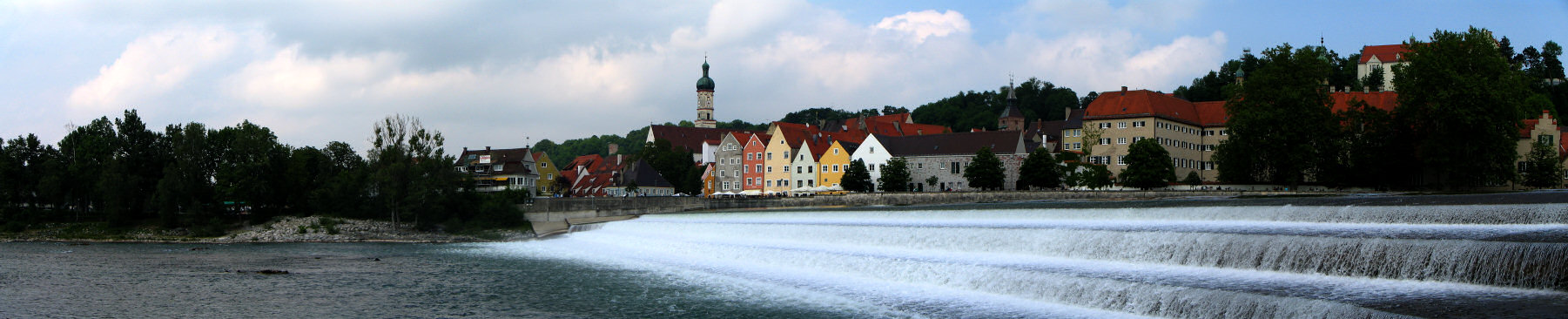
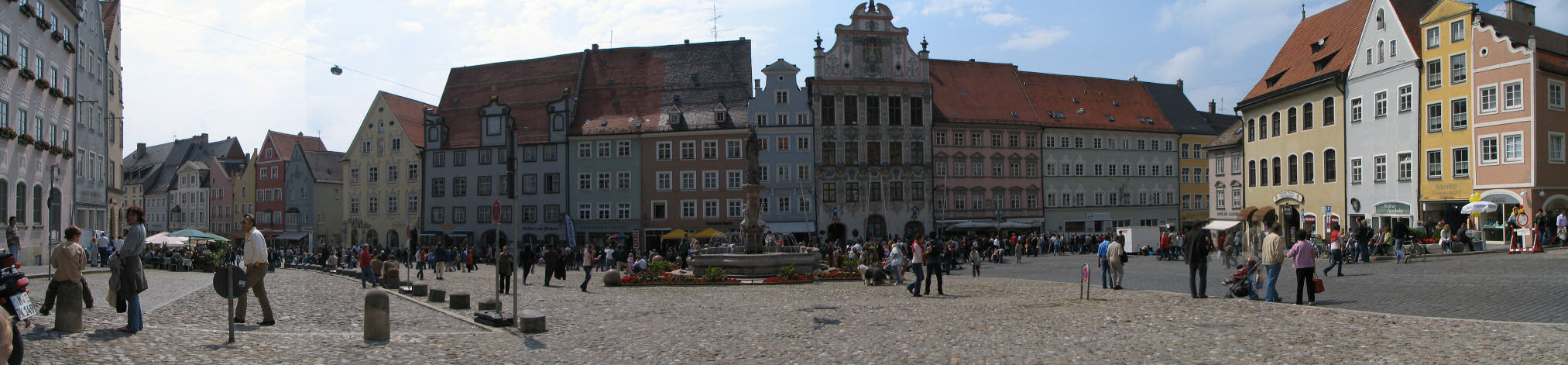
ратуша
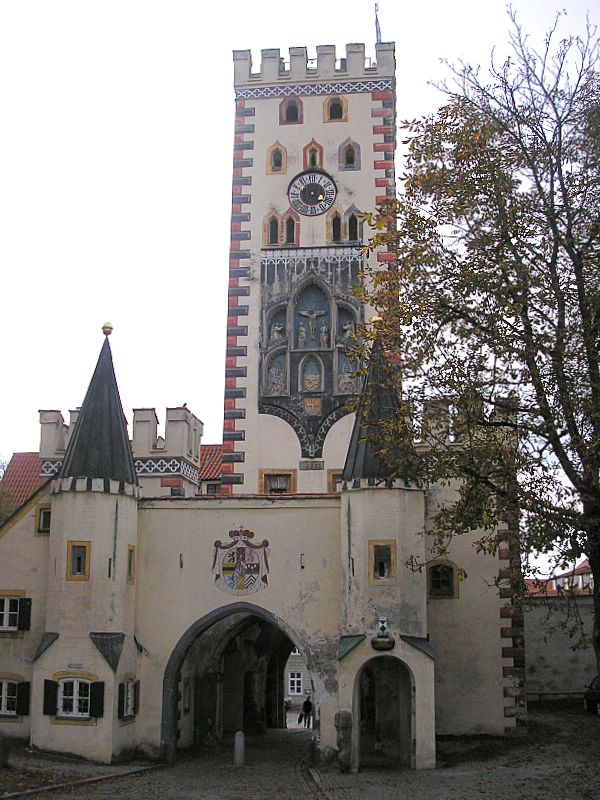

## Население
По оценке на 31 декабря 2015 года население общины Ландсберг-ам-Лех составляет 117 657 чел. 

| Дата      | 1840  | 1871  | 1900  | 1925  | 1939  | 1950  | 1961  | 1970  | 1987  | 2011   |
| --------- | ----- | ----- | ----- | ----- | ----- | ----- | ----- | ----- | ----- | ------ |
| Население | 28571 | 32287 | 36358 | 42788 | 45528 | 67220 | 64276 | 70313 | 83612 | 113085 |

| Год       | 1960  | 1970  | 1980  | 1990  | 2000   | 2009   | 2010   | 2011   | 2012   | 2013   | 2014   | 2015   |
| --------- | ----- | ----- | ----- | ----- | ------ | ------ | ------ | ------ | ------ | ------ | ------ | ------ |
| Население | 63691 | 71034 | 78081 | 90322 | 105939 | 114134 | 114626 | 113539 | 114223 | 114926 | 116118 | 117657 |

## Города-побратимы
Ландсберг-ам-Лех имеет отношения со следующими городами-побратимами:
- Буши[вд], Великобритания
- Вальдхайм, Германия
- Рокка-ди-Папа, Италия
- Сен-Лоран-дю-Вар, Франция
- Фэйлзуорт, Великобритания
- Хадсон[вд], США
- Шиофок, Венгрия